# Urocystis paridis
Urocystis paridis är en svampart som först beskrevs av Franz Unger, och fick sitt nu gällande namn av Thüm. 1882. Urocystis paridis ingår i släktet Urocystis och familjen Urocystidaceae.   Inga underarter finns listade i Catalogue of Life.